# Aleksandr Jefimow (polityk)
Aleksandr Pawłowicz Jefimow (ros. Алекса́ндр Па́влович Ефи́мов, ur. 5 listopada 1905 we wsi Posłowskoje w obwodzie wołogodzkim, zm. 25 maja 1980 w Moskwie) – radziecki działacz partyjny i państwowy, I zastępca ministra przemysłu leśnego ZSRR w latach 1954-1957.
Od 1927 w WKP(b), kierownik wydziału propagandy i agitacji lokalnego komitetu partyjnego, 1930-1935 studiował w Moskiewskim Instytucie Stali i Stopów im. Stalina, pracownik fabryki w Gorkim, 1937-1938 dyrektor tej fabryki, 1938-1941 przewodniczący komitetu wykonawczego rady miejskiej w Gorkim, 1941-1943 II sekretarz miejskiego komitetu WKP(b) w tym mieście, 1943-1944 przewodniczący miejskiego komitetu wykonawczego. Następnie przeniesiony do Irkucka, gdzie od 8 lipca 1944 do 21 marca 1949 był I sekretarzem obwodowego komitetu partyjnego. Od 1 marca 1949 do 19 stycznia 1954 I sekretarz Krajowego Komitetu WKP(b)/KPZR w Chabarowsku. Od 14 października 1952 do 14 lutego 1956 członek KC KPZR. Od stycznia 1954 do 1957 I zastępca ministra przemysłu leśnego ZSRR. 1957-1972 przedstawiciel handlowy ZSRR w Czechosłowacji, następnie na emeryturze. Deputowany do Rady Najwyższej ZSRR 2 i 3 kadencji.

## Odznaczenia
- Order Lenina
- Order Czerwonego Sztandaru Pracy
- Order Czerwonej Gwiazdy